# Evan Rietsch
Evan Rietsch (* 14. Januar 2005) ist ein französisch-deutscher Basketballspieler.

## Werdegang
Rietsch spielte im Jugendbereich des Vereins Saint Quentin Basket Ball im französischen Département Aisne. Im Sommer 2023 wechselte er nach Deutschland zum Bundesligisten USC Heidelberg. Ende Dezember 2023 wurde Rietsch erstmals in der Basketball-Bundesliga zum Einsatz gebracht. In der Saison 2024/25 erreichte er mit der Mannschaft überraschend das Halbfinale um die deutsche Meisterschaft. Rietsch brachte es auf insgesamt acht Bundesliga-Einsätze für Heidelberg.
Im Sommer 2025 wechselte er zum Drittligaverein BG Leitershofen/Stadtbergen.